# Creuse (řeka)
Creuse je řeka ve Francii (Centre-Val de Loire, Akvitánie-Limousin-Poitou-Charentes). Její délka je 267 km. Plocha povodí měří 10 000 km².

## Průběh toku
Pramení ve Francouzském středohoří. Na horním toku teče v hluboké dolině. Pod městem Argenton-sur-Creuse vtéká do roviny. Ústí zprava do Vienne v povodí Loiry.

## Vodní režim
Průměrný průtok vody na středním toku činí 32 m³/s.

## Využití
Vodní doprava je možná do vzdálenosti 8 km od ústí. Na řece byla vybudována vodní elektrárna.